# Brigitte Bardot

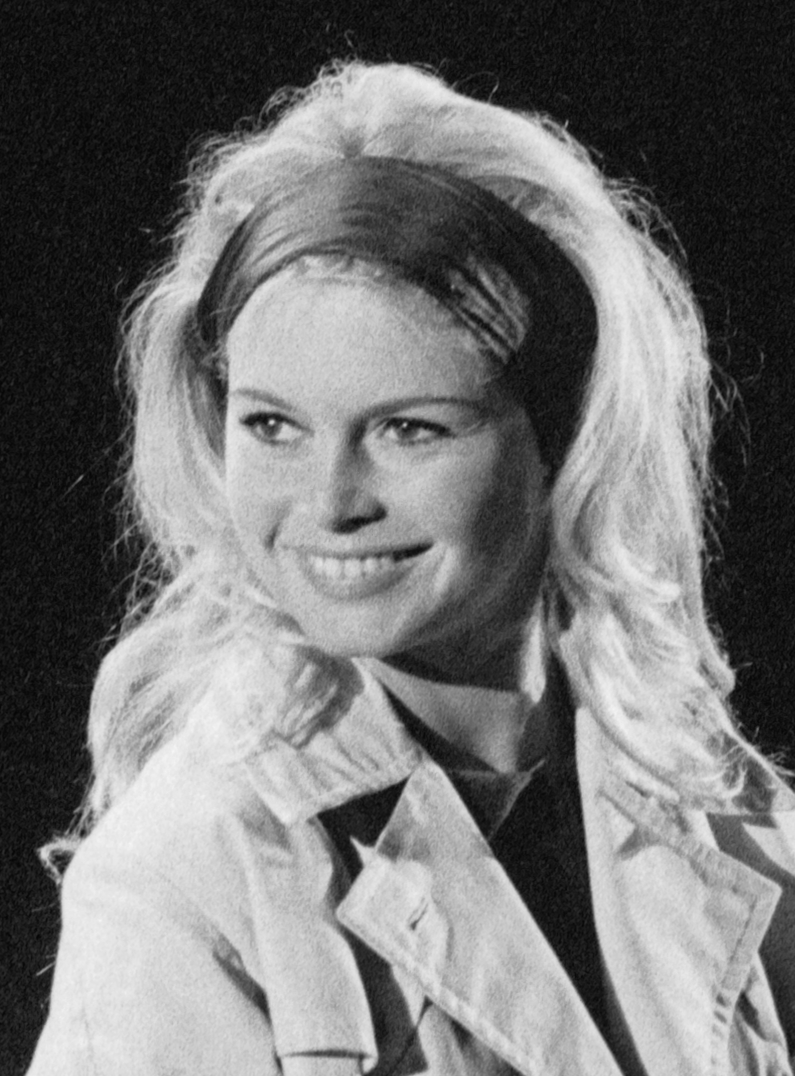
Brigitte Bardot, 1961

Brigitte Anne-Marie Bardot [briˌʒit bɑrˈdo] (oft abgekürzt zu BB, * 28. September 1934 in Paris) ist eine französische Filmschauspielerin, Sängerin und Model. 
Bardot galt besonders in den 1950er- und 1960er-Jahren als internationales Sexsymbol. Meistens wurde sie als hedonistische, sexuell freizügige und selbstbewusste Schönheit besetzt und prägte damit im Kino einen neuen Frauentyp in der Zeit der Sexuellen Revolution. Zu ihren bekanntesten Filmen zählen Und immer lockt das Weib, Die Wahrheit, Die Verachtung und Viva Maria!. 
Als Sängerin veröffentlichte sie mehrere Alben und zahlreiche Singles. 1973 zog sich Bardot weitestgehend aus dem Showgeschäft zurück. In jüngerer Vergangenheit machte sie vor allem durch ihr Engagement als Tierschutzaktivistin und mit einwanderungskritischen Äußerungen Schlagzeilen.

## Leben
Bardots Eltern waren Anne-Marie „Toti“ Mucel (1912–1978) und Louis „Pilou“ Bardot (1896–1975), ein lothringischer Industrieller. Ihre Schwester Mijanou Bardot war ebenfalls Schauspielerin. Während des Zweiten Weltkriegs bezog die katholisch geprägte Familie ein Appartement in der Rue de la Pompe im wohlhabenden 16. Arrondissement von Paris.
Bardot begann 1947 eine Ausbildung in klassischem Ballett. Mit 15 Jahren wurde sie als Fotomodell entdeckt. Ihre natürliche Haarfarbe ist brünett, doch wurde sie zu einer der berühmtesten Blondinen der Mediengeschichte. In kürzester Zeit gehörte sie zu den meistgefragten Mannequins von Paris. Dem Regisseur Marc Allégret fiel ihre sinnliche Schönheit, gepaart mit mädchenhafter Unschuld, auf. Mit Allégrets Mitarbeiter Roger Vadim, der später selbst als Regisseur in Erscheinung trat, begann Bardot eine Liebesaffäre; am 21. Dezember 1952 heirateten sie. Bardot wurde zu Vadims Lieblingsschauspielerin; ihre Karriere erhielt durch ihn wesentliche Impulse.
Nach der Scheidung von Vadim im Jahr 1957 heiratete Bardot 1959 den Schauspieler Jacques Charrier. 1960 wurde ihr Sohn Nicolas-Jacques Charrier geboren, der beim Vater und den Großeltern aufwuchs und heute in Norwegen lebt. 1963 ließ sich das Paar scheiden. Von 1966 bis 1969 war Bardot mit dem als Playboy bekannten Gunter Sachs verheiratet. Bardot führte bis zum Ende ihrer Filmkarriere ein glamouröses Jetset-Leben, insbesondere an der Côte d’Azur, zu deren internationaler Berühmtheit sie beitrug.
Heute lebt sie zurückgezogen in Saint-Tropez und meldet sich gelegentlich zu Tierschutzfragen zu Wort, denen sie durch ihre Bekanntheit zu Aufmerksamkeit zu verhelfen sucht. Mit Hilfe ihrer 1986 gegründeten, dem Tierschutz verschriebenen Stiftung unterhält sie am Rande des Ortes eine Farm, auf der sie sich um gerettete Tiere kümmert. Seit 1992 ist sie mit dem Industriellen Bernard d’Ormale (* 1941) verheiratet. Ihre oft impulsiven Äußerungen zum rituellen Schlachten und der Einwanderungspolitik Frankreichs führten dazu, dass sie mehrmals zu Geldstrafen wegen Volksverhetzung verurteilt wurde. Unter dem Label Brigitte Bardot Lingerie lässt sie von historischen Modellen inspirierte Dessous, Bademoden und Nachtwäsche herstellen und vertreiben.

## Bedeutung

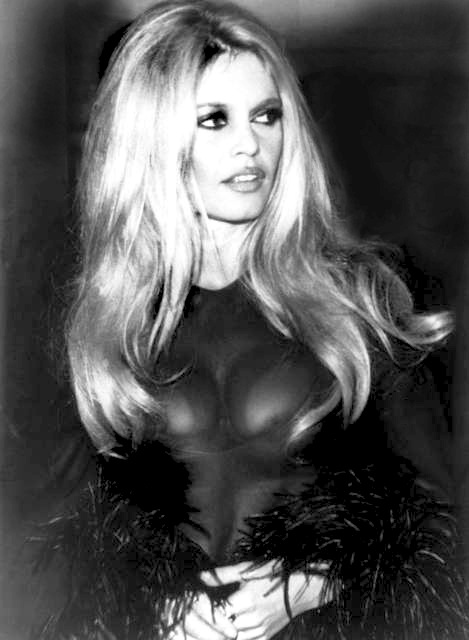
Brigitte Bardot, 1968

Dass sie nicht nur ein Sexsymbol war, sondern auch den Wandel des Rollenbilds der Frau in einer noch eher prüden, familienorientierten Epoche vorantrieb, beschrieb die Frankfurter Allgemeine Zeitung 2014 anlässlich von Bardots 80. Geburtstag im Kontext eines von Emotionalität und Individualismus geprägten Charakters:
„Mit Filmen wie ‚Die Wahrheit‘, ‚Die Verachtung‘ und ‚Viva Maria!‘ schrieb BB nicht nur Filmgeschichte. Sie hat mit ihrer Sinnlichkeit, selbstbestimmten Weiblichkeit und Erotik der sexuellen Revolution den Weg bereitet. Sie schuf ein neues Frauenbild. Weibliche Schönheit durfte sexy und selbstbewusst sein. Ungeniert offenbarte sie ihren Traumkörper den gierigen Objektiven der Fotografen. Aus ihren Affären machte sie keinen Hehl. Während ihr Ehemann Vadim mit ihr ‚Und immer lockt das Weib‘ drehte, begann sie mit Filmpartner Jean-Louis Trintignant eine Beziehung […]. ‚Ich habe viel und leidenschaftlich geliebt. Das liegt in meiner Natur‘, sagte BB in einem Interview […].“
Die Philosophin und Frauenrechtlerin Simone de Beauvoir beschrieb Bardot schon 1959 wegen ihrer Freiheitsliebe und Modernität als Lokomotive des Feminismus, und die Roman-, Theater- und Drehbuchautorin Marguerite Duras verehrte sie als „la Reine Bardot“ (im Anklang an eine andere ungezähmte Frau der französischen Geschichte, die insbesondere durch das Werk Alexandre Dumas’ des Älteren bis in die Gegenwart bekannte Reine Margot).
In den 1950er und 1960er Jahren war Bardot eine der meistfotografierten Frauen der Welt. Sie trug maßgeblich zur Popularisierung des Bikinis, lasziv verwuschelter Beehive-Frisuren sowie von Kleiderstoffen mit Vichy-Karo bei; sie war eine Stilikone ihrer Zeit. 1968 durfte Bardot als Zeichen der Anerkennung ihrer Verdienste um Frankreich als erste Schauspielerin Modell für die Büste der Marianne stehen, die als Symbol der französischen Republik alle Rathäuser des Landes schmückt und auf Briefmarken der französischen Post abgebildet ist.

## Film- und Chansonkarriere
1952 drehte Bardot unter der Regie von Jean Boyer ihren ersten Spielfilm Le Trou Normand. Darin spielt sie Javotte, ein junges Mädchen, das von seiner Mutter benutzt wird, um zu verhindern, dass der Besitz von deren verstorbenem Liebhaber, der Landgasthof Trou Normand, an seinen Sohn fällt. Javotte soll dem Sohn den Kopf verdrehen, damit er seine Ausbildung vernachlässigt, deren Abschluss laut Testament die Voraussetzung für den Antritt des väterlichen Erbes ist. Die Dorfbewohner, darunter der Lehrer und dessen Tochter, die ebenfalls Lehrerin ist, unterstützen den jungen Mann, um den bösen Plan von Javottes Mutter zu vereiteln. Bereits hier spielt Bardot das frivole junge Mädchen, das sich zum Vergnügen und ohne schlechtes Gewissen auf die Intrige einlässt. Am Ende siegt jedoch die Moral: Der junge Mann verliebt sich in das brave Mädchen, die Lehrerstochter, und die Ordnung im Dorf ist wiederhergestellt.
Bardots erster im Ausland vielbeachteter Film war 1956 zugleich Roger Vadims Debüt als Regisseur, Und immer lockt das Weib, in dem sich die von Bardot dargestellte junge Frau zwischen drei Männern entscheiden muss, die von ihrer freizügigen, ungestümen Art fasziniert sind. Der Film wurde auch in Amerika ein großer Erfolg, da er die Grenzen dessen hinterfragt, was damals in der Darstellung von Erotik erlaubt war. Die meisten Kopien des Films waren um mehrere Szenen gekürzt, damit sie den Vorgaben der Zensur genügten. Dennoch gelang Bardot mit Und immer lockt das Weib der internationale Durchbruch. An ihrer Seite spielten der bereits zum Leinwandstar gereifte Curd Jürgens und Jean-Louis Trintignant, der wie Bardot am Anfang seiner Schauspielkarriere stand.

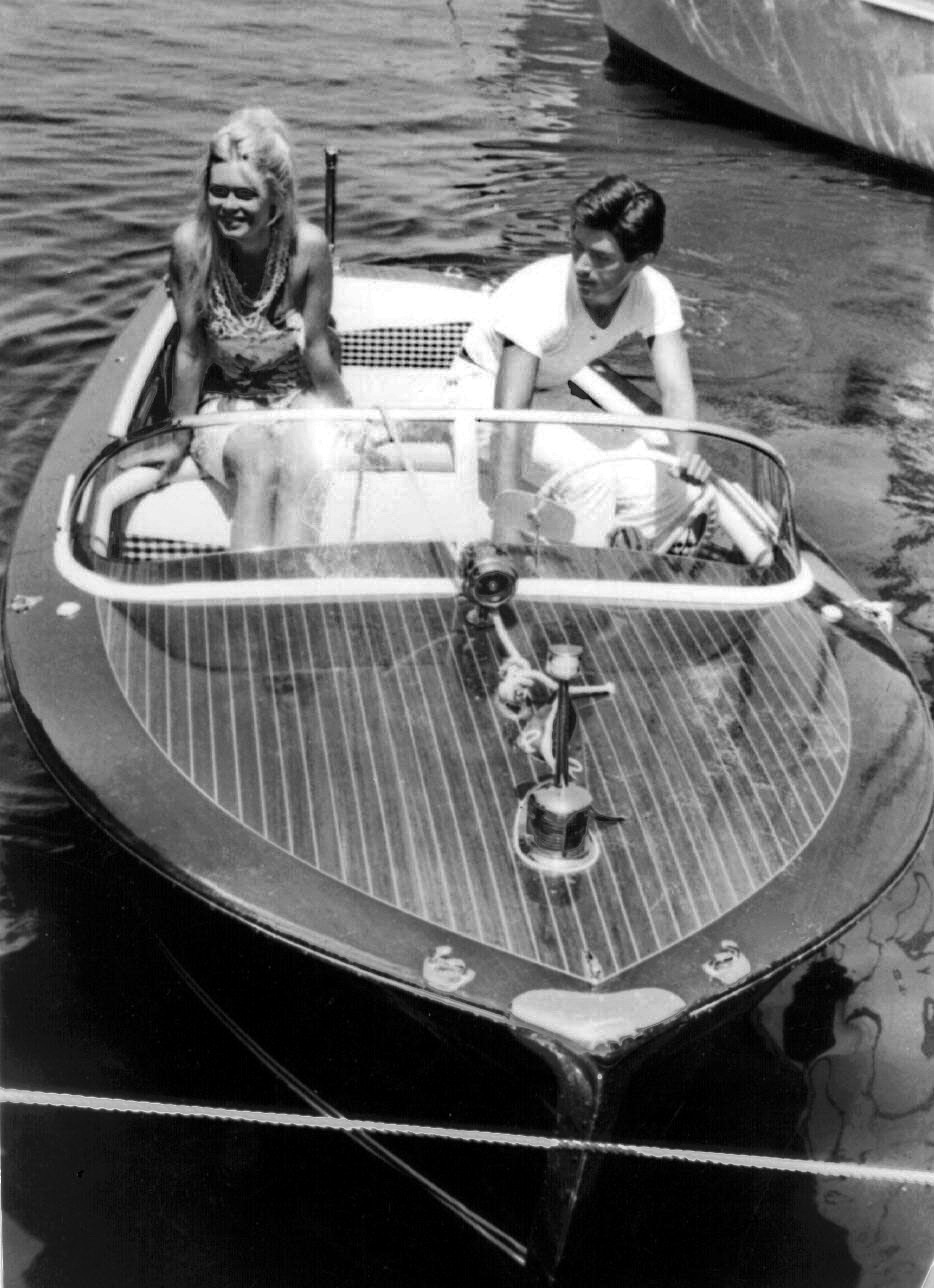
Brigitte Bardot mit Sami Frey, 1963

In den 1960er Jahren folgten mit Die Wahrheit (1960), Die Verachtung (1963) und Viva Maria (1965) weitere große Erfolge für sie. Insbesondere Die Verachtung nach dem gleichnamigen Roman von Alberto Moravia und unter der Regie von Jean-Luc Godard gilt heute als Meisterwerk. Die Ehe des Drehbuchautors Paul (dargestellt von Michel Piccoli) zerbricht während seiner Arbeit an einem Film über die Irrfahrten des Odysseus. Obwohl der Film kommerziell nur mäßig erfolgreich war, zeigt sich seine Bedeutung daran, dass eine Auswahl der Standbilder noch 2016 für das offizielle Plakat der Internationalen Filmfestspiele von Cannes Verwendung fand. Bardot spielt hier nicht die gewissenlose Sirene, die sie sonst oft verkörperte, sondern spiegelt das Bild der verführerischen Frau, das Risse bekommt; sie ist auch das Opfer der Männer – und des männlichen Blicks der Medienindustrie.
Neben der Filmarbeit betätigte sich Bardot auch als Sängerin teils romantischer, teils frecher Chansons, die auf ihr provokantes Wesen zugeschnitten waren. Bekannt ist vor allem Harley Davidson (1967) aus der Feder von Serge Gainsbourg; im Filmclip zu diesem Song besteigt Bardot in ultrakurzem Lederrock und oberschenkellangen Stiefeln das besungene Motorrad. Zunächst sollte auch Gainsbourgs Je t’aime … moi non plus mit ihr als Sängerin erscheinen. Sie zog jedoch aus privaten Gründen ihre Zustimmung zur Veröffentlichung der bereits fertig produzierten Aufnahme zurück, sodass der Titel 1969 zunächst in einer Neuaufnahme mit Jane Birkin herauskam. Die Fassung mit Bardot wurde erst 1986 veröffentlicht.

Brigitte Bardot am Set von Privatleben, 1961

Bei ihrem ersten Aufenthalt in Rio de Janeiro lernte Bardot 1964 auf der Flucht vor aufdringlichen Fotografen und Journalisten das brasilianische Fischerdorf Búzios kennen. Mehrmals kam sie für längere Aufenthalte dorthin zurück. Bereits Privatleben (1962) griff einige Aspekte, insbesondere auch die Nachteile ihres großen Ruhms auf, die sie im wahren Leben an Orten wie Búzios zu vergessen suchte. Im Film erlöst hingegen ein unbeabsichtigter, doch offenbar als glücklich erlebter Sturz in den Tod die von Bardot gespielte Frauenfigur Jill.
1973 beendete Brigitte Bardot ihre Schauspielkarriere. Seitdem hat sie keinen Spielfilm mehr gedreht, es folgten auch keine weiteren Musikaufnahmen. 1982 porträtierte der französische Journalist Allain Bougrain-Dubourg Bardot und ihr Leben in der dreiteiligen Fernsehdokumentation Brigitte Bardot – So wie sie ist.

## Engagement für den Tierschutz
Bereits im Januar 1962, lange vor dem Erwachen der Umwelt- und Tierschutzbewegung in Frankreich und anderen westlichen Staaten, äußerte Bardot in einem Fernsehinterview, das sie ganz diesem Thema widmete, dass die Schlachtmethoden in Frankreich modernisiert werden sollten. Statt dem Vieh bei lebendigem Leib die Kehle durchzuschneiden, sollte das Bolzenschuss-Betäubungsverfahren verpflichtend eingeführt werden, das bereits in England und Dänemark verbreitet war. Bardot wurde daraufhin vom zuständigen Minister der französischen Regierung eingeladen, ihm die neue Schlachtmethode zu erläutern. Im April 1964 verabschiedete die Regierung ein Gesetz, das die Verwendung des neuartigen Verfahrens vorschrieb.
1968 schrieb die im US-Bundesstaat Maine lebende französischsprachige Schriftstellerin Marguerite Yourcenar einen Brief an Bardot, durch den es ihr gelang, sie für Kampagnen gegen die Robbenjagd in Kanada zu gewinnen. Insbesondere prangerte Bardot Umfang und Methoden der Robbenjagd an. Um ein Zeichen zu setzen, verbrannte sie bei einer Demonstration in Paris einmal öffentlich Pelze. 1977 ließ der französische Präsident -Valéry Giscard d’Estaing den Import von Robbenfellen nach Frankreich verbieten. Auch von allen späteren Präsidenten wurde Bardot empfangen.
In den 1970er und 1980er Jahren versteigerte sie einen Teil ihres Privatbesitzes und gründete 1986 mit dem Gewinn ihre Stiftung „für die Rettung der Tiere in aller Welt“, wie es in den Statuten heißt. Laut dem Bericht des französischen Rechnungshofs (Cour des Comptes) vom 20. November 2019 verfügte die Stiftung 2017 über ein Jahresbudget von 16,4 Millionen Euro und ein Vermögen von über 21 Millionen Euro. Der Rechnungshof kritisierte, dass die Angaben über die gesammelten Mittel nicht den in den geprüften Jahren geltenden reglementarischen Bestimmungen entsprächen, die Stiftung von 2013 bis 2017 nicht alle Berichts- und Rechnungslegungspflichten im Zusammenhang mit ihren öffentlichen Spendenaufrufen erfüllt und den Spendern nicht alle erforderlichen Informationen zur Verfügung gestellt habe.
Bardot unterhält mithilfe der Stiftung in Frankreich und weiteren Ländern mehrere Farmen zur Pflege geschundener Tiere. Sie ist zudem aktive Unterstützerin der Umweltschutzorganisation Sea Shepherd, die 2011 ein Schiff nach ihr benannte. Sie meldet sich immer wieder mit Petitionen und öffentlichen Briefen über Fragen des Tierschutzes medienwirksam zu Wort.

## Kontroverse politische Äußerungen

Brigitte Bardot, 2002

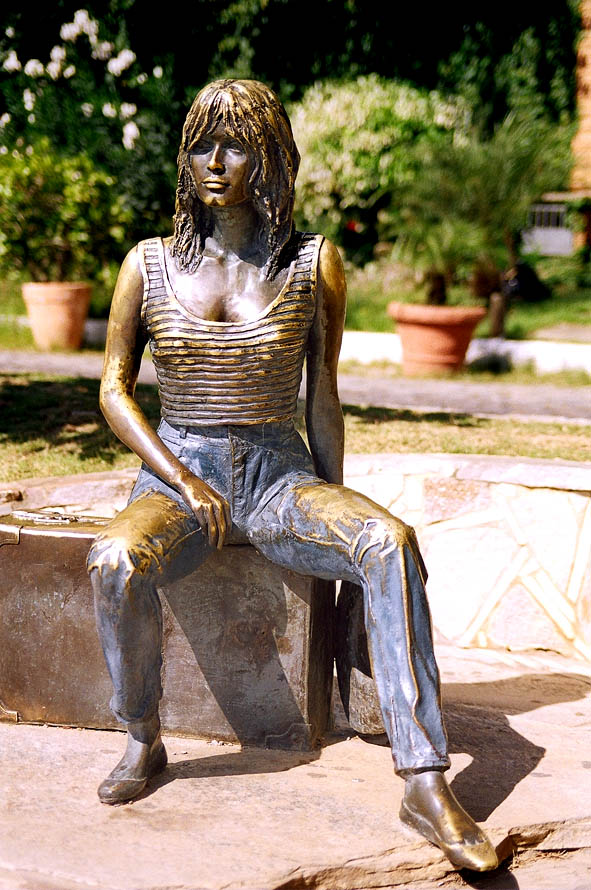
Statue von Brigitte Bardot in Búzios bei Rio de Janeiro, Brasilien

Seit den 1990er Jahren wird Bardot dem Umfeld des Front National zugerechnet. Ihr Ehemann, Bernard d’Ormale, ist ein Freund von Jany Le Pen, der zweiten Ehefrau von Jean-Marie Le Pen, und steht dadurch dem Ehepaar Le Pen nahe.
Immer wieder beklagte Bardot öffentlich die „Überfremdung“ ihres Landes. 2003 wurde ihr Buch Un cri dans le silence (deutsch: Ein Ruf aus der Stille) veröffentlicht. Darin warnt sie vor einer Islamisierung Frankreichs und kritisiert die moderne Kunst, die Verweichlichung der Männer, die hastig eingenommenen Mahlzeiten (Fast-Food-Kultur) und die damit verbundene Verschlechterung der Ernährung der Franzosen. Ihrem französischen Verlag zufolge war Un cri dans le silence das erfolgreichste französische Buch des Jahres 2004.  Die Frankfurter Allgemeine Zeitung schrieb über den Inhalt: „Man erkennt die Sprache des Populismus – und man erträgt den Rundumschlag über weite Strecken, weil er mit der niemals zu ruinierenden, charmanten, geistvollen Frechheit des französischen Chansons vorgetragen wird.“ Die Bewegung gegen Rassismus und für Völkerfreundschaft MRAP bezeichnete das Buch dagegen als „Lawine aus Schmutz und Hass“.
Mehrmals stand Bardot wegen des Vorwurfs der Anstiftung zum Rassenhass vor Gericht. 1997 wurde sie in einem Fall freigesprochen, bei dem es um einen umstrittenen Beitrag in der Tageszeitung Le Figaro ging. Wegen Äußerungen zum islamischen Schächten wurde sie zu Geldstrafen verurteilt.
Bardot äußerte später, sie wolle nie wieder mit irgendeiner politischen Vereinigung oder Partei in Verbindung gebracht werden. Sie habe immer für jene Kräfte gestimmt, die versprochen hätten, das Anliegen des Tierschutzes voranzutreiben. Vor Marine Le Pen, die 2013 ankündigte, nach ihrer Wahl zur Staatspräsidentin das rituelle Schlachten zu verbieten, habe sie schon die Konservativen Giscard d’Estaing und Jacques Chirac sowie den Sozialisten Lionel Jospin unterstützt. „Dass sie heute [dennoch] oft als böse Hexe oder üble Rassistin wahrgenommen wird, im Ausland mehr als zu Hause in Frankreich, daran ist sie auch selbst schuld“, urteilt Der Spiegel, „[…] so radikal, wie sie sich [nach 1970] von Glamour und Ruhm abwandte, so radikal, ja extremistisch, hat sie sich ihrem später gefundenen Lebenszweck verschrieben.“ Sie habe zwar auf ungeschickte Weise – in dem ihr eigenen, unabhängig vom Thema stets kompromisslosen Denken und Reden – vom Schächten auf den Islam und Einwanderer im Allgemeinen Rückschlüsse gezogen, doch mache sie dies noch lange nicht zur „rechten Galionsfigur“.
Bei den Europawahlen 2019 rief Bardot dazu auf, für den Parti Animaliste zu stimmen. Anfang desselben Jahres solidarisierte sie sich mit der außerparlamentarischen Gelbwestenbewegung.
In einem offenen Brief an den französischen Staatspräsidenten Emmanuel Macron, den sie nach dessen Amtsantritt im Juli 2018 getroffen hatte, erinnerte sie 2020 an Forderungen, die seitdem unerfüllt geblieben seien: die Abschaffung der Käfighaltung in der Geflügelzucht, der Pferdeschlachtung, des rituellen Schächtens und der systematischen Tötung männlicher Küken. In diesen Punkten hinke die Gesetzgebung Frankreichs hinter der anderer europäischer Länder her. In dem Schreiben klagt Bardot Macron an, „weder Empathie noch Menschlichkeit“ zu besitzen. „Wir haben genug von dem Blabla, den fruchtlosen Debatten, schreiten Sie zur Tat!“ („On en a marre des bla bla bla, des débats stériles, passez aux actes.“) rief sie Macron auf, der sich 2022 erneut zur Wahl stellte.
Nach einem unterstützenden Brief Macrons an die Jägerschaft des Landes im Wahlkampf verfasste Bardot im April 2022 erneut ein öffentliches Schreiben an ihn, in dem sie ihn beschuldigt, um die Stimmen von Tiertötern zu betteln, um seine Regierungsmacht zu sichern. Er sei der „Putin“ der Natur und der Tiere, ein verachtenswerter und verachteter „Zerstörer“ (die hier zitierten Vergleiche setzte Bardot selbst in Anführungszeichen). „Sie sind der Präsident des Niedergangs, des absoluten Desinteresses an den Franzosen und Frankreich, der sich tief verschuldet und Milliarden […] ausgibt, um die schwelenden Aufstände zu löschen, die seine Regierungsform bedrohen.“
Von dem mit rechtsextremen Aussagen angetretenen Präsidentschaftskandidaten Eric Zemmour distanzierte sich Bardot. Er hatte Jäger als „Naturliebhaber“ und die „wahren Umweltschützer“ bezeichnet. Zuvor sei sie, schrieb Bardot auf Twitter, „stolz“ auf seinen Mut, seine Aufrichtigkeit, Stärke und Intelligenz gewesen. Nun jedoch bescheinigte sie Zemmour ein „kaltes und gleichgültiges Herz“ gegenüber menschlichem und tierischem Leid.

## Filmografie
- 1952: Le trou normand – Regie: Jean Boyer
- 1952: Sommernächte mit Manina (Manina, la fille sans voile) – Regie: Willy Rozier
- 1953: Le portrait de son père – Regie: André Berthomieu
- 1953: Ein Akt der Liebe (Un acte d’amour) – Regie: Anatole Litvak
- 1954: Versailles – Könige und Frauen (Si Versailles m’était conté) – Regie: Sacha Guitry
- 1954: Verrat (Tradita) – Regie: Mario Bonnard
- 1954: Dunkelroter Venusstern (Le fils de Caroline Chérie) – Regie: Jean Devaivre
- 1955: Von Sensationen gehetzt (Les dents longues) – Regie: Daniel Gélin
- 1955: Reif auf jungen Blüten (Futures vedettes) – Regie: Marc Allégret
- 1955: Doktor Ahoi! (Doctor at Sea) – Regie: Ralph L. Thomas
- 1955: Das große Manöver (Les grandes manœuvres) – Regie: René Clair
- 1955: Gier nach Liebe (La lumière d’en face) – Regie: Georges Lacombe
- 1956: Die schöne Helena (Helen of Troy) – Regie: Robert Wise
- 1956: Pariser Luft (Cette sacrée gamine) – Regie: Michel Boisrond
- 1956: Neros tolle Nächte (Mio figlio Nerone) – Regie: Stefano Vanzina
- 1956: Das Gänseblümchen wird entblättert (En effeuillant la marguerite) – Regie: Marc Allégret
- 1956: Die Braut ist viel zu schön (La mariée est trop belle) – Regie: Pierre Gaspard-Huit
- 1956: … und immer lockt das Weib (Et Dieu créa la femme) – Regie: Roger Vadim
- 1957: Die Pariserin (Une Parisienne) – Regie: Michel Boisrond
- 1958: In ihren Augen ist immer Nacht (Les bijoutiers du clair de lune) – Regie: Roger Vadim
- 1958: Mit den Waffen einer Frau (En cas de malheur) – Regie: Claude Autant-Lara
- 1959: Ein Weib wie der Satan (La femme et le pantin) – Regie: Julien Duvivier
- 1959: Babette zieht in den Krieg (Babette s’en va-t-en guerre) – Regie: Christian-Jaque
- 1959: Wollen Sie mit mir tanzen? (Voulez-vous danser avec moi?) – Regie: Michel Boisrond
- 1960: Die Wahrheit (La vérité) – Regie: Henri-Georges Clouzot
- 1961: In Freiheit dressiert (La bride sur le cou) – Regie: Roger Vadim
- 1961: Galante Liebesgeschichten (Les amours célèbres) – Regie: Michel Boisrond (Episode „Agnès Bernauer“)
- 1962: Privatleben (Vie privée) – Regie: Louis Malle
- 1962: Das Ruhekissen (Le repos du guerrier) – Regie: Roger Vadim
- 1963: Die Verachtung (Le mépris) – Regie: Jean-Luc Godard
- 1964: Die Verführerin (Une ravissante idiote) – Regie: Édouard Molinaro
- 1965: Viva Maria! – Regie: Louis Malle
- 1966: Masculin – Feminin oder: Die Kinder von Marx und Coca-Cola (Masculin féminin: 15 faits précis, Cameo-Auftritt) – Regie: Jean-Luc Godard
- 1967: Zwei Wochen im September (À cœur joie) – Regie: Serge Bourguignon
- 1968: Außergewöhnliche Geschichten (Histoires extraordinaires) – Regie: Louis Malle (Episode „William Wilson“)
- 1968: Shalako – Regie: Edward Dmytryk
- 1969: Oh, diese Frauen (Les femmes) – Regie: Jean Aurel
- 1970: Der Bär und die Puppe (L’ours et la poupée) – Regie: Michel Deville
- 1970: Die Novizinnen (Les novices) – Regie: Guy Casaril
- 1971: Rum-Boulevard (Boulevard du Rhum) – Regie: Robert Enrico
- 1971: Petroleum-Miezen (Les Pétroleuses) – Regie: Christian-Jaque
- 1973: Don Juan 73 (Don Juan ou si Don Juan était une femme …) – Regie: Roger Vadim
- 1973: L’histoire très bonne et très joyeuse de Colinot Trousse-Chemise – Regie: Nina Companéez

## Bekannte Chansons
- Ah! Les petites femmes de Paris („Die hübschen Frauen von Paris“) – mit Jeanne Moreau, aus dem Film Viva Maria!
- Ay que viva la sangria („Es lebe die Sangria!“)
- Bonnie and Clyde
- Bubble gum („Bubbelgum“)
- C’est rigolo („Es ist lustig“)
- Ce n’est pas vrai („Es ist nicht wahr“)
- Comic strip („Comicheft“) – mit Serge Gainsbourg
- Danser („Tanzen“)
- Écoute le temps
- Faite pour dormir („Wie zum Schlafen geschaffen“)
- Flamenco – mit Manuel de Plata
- Go west
- Harley Davidson („Ich brauche niemanden außer Harley Davidson“)
- Je t’aime … moi non plus[29] („Ich liebe dich … mich nicht mehr“) – mit Serge Gainsbourg
- Je reviens vers toi („Ich komme zu dir zurück“)
- L’appareil à sous („Die Musikbox“)
- La bise aux hippies („Küsschen für die Hippies“)
- La fille de paille („Das Strohmädchen“)
- La Madrague[30] („Die Madrague“)
- Le soleil („Die Sonne“)
- Le soleil de ma vie („Du bist die Sonne meines Lebens“) – mit Sacha Distel
- Les amis de la musique („Die Musikfreunde“)
- Maria ninguém („Maria l’Amour“)
- Moi, je joue („Ich spiele“)
- Noir et blanc („Schwarz und weiß“)
- Nue au soleil („Nackt in der Sonne“)
- Stanislas – mit Les Frères Jacques
- Tu veux ou tu veux pas? („Willst du, oder willst du nicht?“)
- Un jour comme un autre („Ein Tag wie der andere“)
- Une histoire de plage („Eine Strandgeschichte“)
- Contact („Meine Liebe kehrt zurück in die Galaxie“)

## Auszeichnungen
- 1961: David di Donatello in der Kategorie Beste ausländische Darstellerin für Die Wahrheit
- 1967: Nominierung für den BAFTA Award in der Kategorie Beste ausländische Darstellerin für Viva Maria!
- 1985: Ehrenlegion
- 1989: Golden Ark Award